# 欧日方言

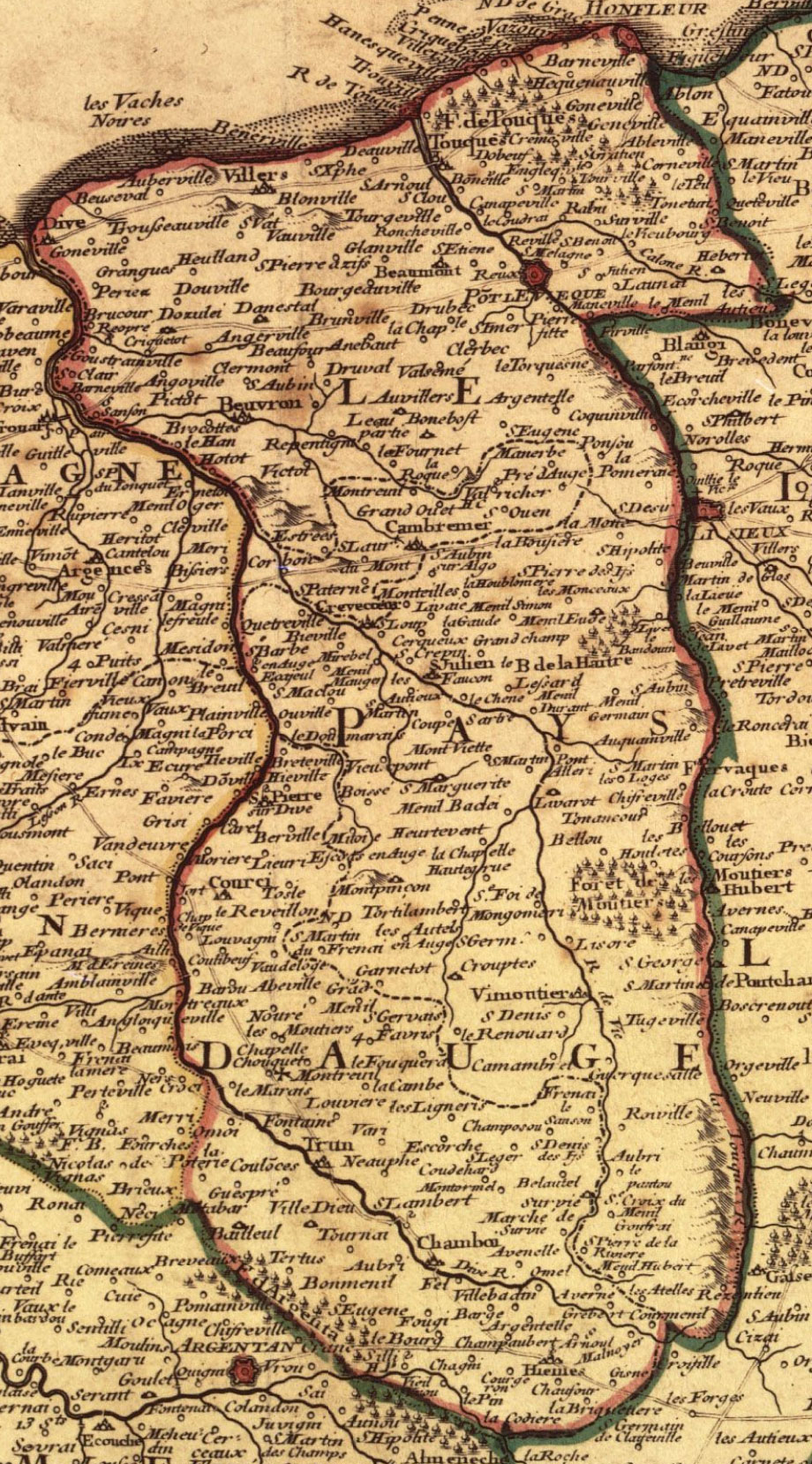
欧日地区地图，1716

欧日方言（Augeron）是欧日地区的诺曼语方言，沿海与内陆均有使用，目前高度濒危。

## 音系
欧日方言可由数条横跨诺曼语区的同言线界定。欧日地区位于上诺曼底和下诺曼底的分界附近，方言也是过渡性的，兼具东西方言特征。
欧日方言位于若雷线以北，与北部方言相同，既有不颚化的/ka/（如： = cat“猫”）也有颚化的/kj/（如： = 5）。
其位于/ji/ - /je/的同言线以西（例如“隐藏”），是所有带有此特征的诺曼方言中最靠东的。
其位于/l/ - /j/的同言线以东（例如“地方”）。
其与其他北方方言相似，/h/表现为强送气（有时带喉化）。

## 文字
与海岛方言、科唐坦方言和科方言相比，欧日方言没有完善的书面传统。
加斯东·勒雷韦朗生于圣保罗德库尔托讷（Saint-Paul-de-Courtonne，位于库尔托讷双教堂村），以欧日方言写作。他的诗集有《微开的门》（L'hus entrebâyei，1919年）、《Mei-j'vo-l'dis》（我告诉你）、《半开的门》（L'hus bâyi，1955年）等。
罗歇·迪博（Roger Dubos，1906–1994）是蓬托德梅尔生人，此地位于欧日地区东端，著有《诺曼方言词典》（Dictionnaire du patois normand）和法语-诺曼语欧日方言双语故事集《我们巴黎人…你们乡下人》（Nous autres Parisiens... Vôs z-ât' Paysans，1978年）。
有以欧日方言写的报纸与杂志。发行于1958年的《欧日地区》（Le Pays d'Auge）以翁弗勒尔方言刊载了一篇故事：《回魂的于尔桑师傅》（Maître Ursin rev'nant!）。克里斯蒂安·朗贝尔（Christian Lambert，笔名“朱尔师傅” (Maît'Jules)）用法语风格的欧日方言在《利雪苏醒报》（L'Éveil de Lisieux）中连载了600篇专栏，其中一部分收录于《朱尔师傅闲话集》（Radotages de Maît'Jules，1984年）。